# Liste der Monuments historiques in Signy-l’Abbaye
Die Liste der Monuments historiques in Signy-l’Abbaye führt die Monuments historiques in der französischen Gemeinde Signy-l’Abbaye auf.

## Liste der Objekte
| Bezeichnung                            | Beschreibung                   | Standort                       | Kennzeichnung | Schutzstatus | Datum | Bild |
| -------------------------------------- | ------------------------------ | ------------------------------ | ------------- | ------------ | ----- | ---- |
| Epitaph für Guillaume d’Ivory          | Stein, bezeichnet 1460         | im Collège (Lage)              | PM08000532    | Classé       | 1971  |      |
| Relief Büste eines Abtes oder Bischofs | Holz, 17. Jahrhundert          | in der Kirche St-Michel (Lage) | PM08000529    | Classé       | 1970  |      |
| Osterleuchter (1)                      | Eichenholz, 18. Jahrhundert    | in der Kirche St-Michel (Lage) | PM08000528    | Classé       | 1933  |      |
| Zwei Reliefs mit Putten                | Holz, 17. oder 18. Jahrhundert | in der Kirche St-Michel (Lage) | PM08000530    | Classé       | 1970  |      |
| Osterleuchter (2)                      | Eichenholz, 18. Jahrhundert    | in der Kirche St-Michel (Lage) | PM08000531    | Classé       | 1970  |      |